# Leigh Woods

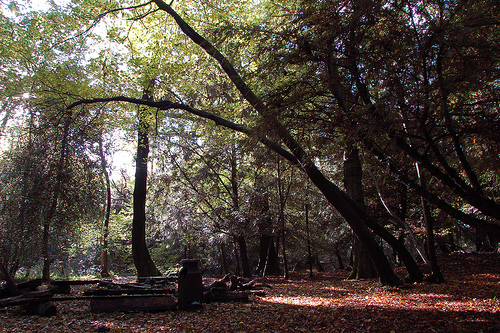
Leigh Woods

Leigh Woods – las po południowo-zachodniej stronie Wąwozu Avon w Anglii, w jednostce administracyjnej North Somerset przy granicy z miastem Bristol, z drugiej strony Clifton Suspension Bridge. Na południu od lasu znajduje się przedmieście Bristolu o takiej samej nazwie. Miejsce znajduje się pod opieką administracji lasów państwowych.
Na terenie lasu znajduje się grodzisko Stokeleihg Camp, zajmowane od roku 3 p.n.e. do 1 n.e.. Miejsce jest rezerwatem przyrody i ośrodkiem zainteresowania naukowego. Porośnięte jest dębem i lipą wąskolistną. Występuje tu też rzadki w Anglii jarząb brekinia. 